# Rondonanthus acopanensis
Rondonanthus acopanensis är en gräsväxtart som först beskrevs av Harold Norman Moldenke, och fick sitt nu gällande namn av Nancy Hensold och Ana Maria Giulietti. Rondonanthus acopanensis ingår i släktet Rondonanthus och familjen Eriocaulaceae.

## Underarter
Arten delas in i följande underarter:
- R. a. acopanensis
- R. a. obtusifolius